# Vlaamsch Broodhuys
Vlaamsch Broodhuys is een Nederlandse bakkerijketen die bekend staat om zijn zuurdesembrood en bijbehorende horecagelegenheden. Het bedrijf werd in 1996 opgericht door Dimitri Roels.

## Geschiedenis
Dimitri Roels volgde eerst een bakkersopleiding en daarna een opleiding aan de middelbare hotelschool. Na een stage bij Cas Spijkers werkte hij in verschillende sterrenrestaurants in Nederland, België en Frankrijk. Tijdens zijn tijd in Parijs maakte hij kennis met de Franse manier van zuurdesembrood bakken en volgde hij een opleiding bij Max Poilâne.
In 1996 richtte Dimitri Roels Vlaamsch Broodhuys op in Oudenhoorn met de ambitie om ambachtelijk zuurdesembrood te produceren. Vier maanden later sloot zijn vrouw, Diante Roels, zich aan bij het bedrijf. Aanvankelijk richtte Vlaamsch Broodhuys zich op de levering van brood aan horecagelegenheden, waaronder gerenommeerde restaurants in Rotterdam zoals Parkheuvel en De Engel.
Na verloop van tijd breidde Vlaamsch Broodhuys zijn activiteiten uit naar consumenten met de opening van een bakkerij in Schiedam en de toevoeging van een patisserie. Het bedrijf bleef groeien en vestigde een centrale bakkerij in Vlaardingen. In 2001 opende Vlaamsch Broodhuys zijn eerste bakkerscafé in Amsterdam. In de jaren daarna volgde een landelijke uitbreiding met meerdere vestigingen.

### Zoutcontroverse
In 2016 kwam het Vlaamsch Broodhuys in opspraak nadat de Consumentenbond had vastgesteld dat hun brood te veel zout bevatte. Het onderzoek van de Consumentenbond wees uit dat ongeveer de helft van de onderzochte ambachtelijke broden, waaronder die van Vlaamsch Broodhuys, meer zout bevatte dan de wettelijk toegestane norm van 1,8 procent. Het bedrijf gebruikte Keltisch zeezout uit Frankrijk, waarvan het natriumgehalte bleek te schommelen. Vlaamsch Broodhuys heeft naar aanleiding van dit onderzoek toegezegd het zoutgehalte te verlagen.

## Vestigingen en aanbod
Vlaamsch Broodhuys heeft anno 2025 vestigingen in Amsterdam, Rotterdam, Den Haag, Utrecht, Den Bosch en Schiedam. Het bedrijf exploiteert bakkerscafés, die zowel als winkel als horecagelegenheid functioneren, en shop-in-shops. Daarnaast zijn de producten verkrijgbaar via een webshop.
Het aantal winkels is gegroeid van vijf in 2007 tot negentien in 2022, hoewel enkele locaties, zoals in Nijmegen, zijn gesloten vanwege tegenvallende resultaten. De vestigingen bieden naast brood ook producten zoals kaas en vleeswaren. Vlaamsch Broodhuys experimenteert daarnaast met nieuwe concepten, waaronder een pop-uprestaurant in een bakkerscafé in samenwerking met chef-kok Niven Kunz.

## Erkenning
Vlaamsch Broodhuys ontving in 2011 de Premsela Publieksprijs voor design. Een jaar later, in 2012, werd het bedrijf genomineerd voor de Ketelbinkieprijs, een Rotterdamse ondernemersprijs.
De bakkerij kreeg erkenning van chef Sergio Herman, die het brood omschreef als "drie Michelinsterren waard."